# Inter vivos
Inter vivos (lat., česky „mezi živými“) je termín, který označuje jakékoli právní jednání, uskutečněné mezi živými osobami, např. uzavření smlouvy. Nikdy tedy nemůže jít o odkaz nebo závěť, protože takové jednání je uskutečňováno pro případ smrti (mortis causa).